# Павлушкін Віталій Іванович
Віталій Іванович Павлушкін (нар. 17 жовтня 1939, Москва, СРСР — пом. 19 січня 1995, Київ, Україна) — радянський хокеїст, воротар.

## Біографічні відомості
Вихованець московської команди ЦСК МО. По одному сезону виступав за команди СКА (Куйбишев) і «Спартак» (Москва). В чемпіонаті СРСР 1961/62 «спартаківці» здобули перемогу, але його внесок був мінімальним — провів лише одну гру.
У київському «Динамо» з моменту його заснування. Протягом п'яти сезонів вів постійну конкуренцію за місце основного голкіпера з Миколою Кульковим. Переможець західної зони другого дивізіону в сезоні 1964/65. Завершив виступи у складі іншого українського клубу — «Хіміка» з Дніпродзержинська. Всього у вищій лізі провів 83 матчі.